# Победзиська (гміна)
Гміна Победзіська (пол. Gmina Pobiedziska) — місько-сільська гміна у північно-західній Польщі. Належить до Познанського повіту Великопольського воєводства.
Станом на 31 грудня 2011 у гміні проживало 18368 осіб.

## Територія
Згідно з даними за 2007 рік площа гміни становила 189.27 км², у тому числі:
- орні землі: 61.00%
- ліси: 24.00%

Таким чином, площа гміни становить 9.96% площі повіту.

## Населення
Станом на 31 грудня 2011:
| Опис     | Загалом | Загалом | Чоловіки | Чоловіки | Жінки | Жінки |
| -------- | ------- | ------- | -------- | -------- | ----- | ----- |
| одиниця  | осіб    | %       | осіб     | %        | осіб  | %     |
| все      | 18368   | 100     | 9034     | 49.18    | 9334  | 50.82 |
| міське   | 8950    | 100     | 4347     | 48.57    | 4603  | 51.43 |
| сільське | 9418    | 100     | 4687     | 49.77    | 4731  | 50.23 |

## Сусідні гміни
Гміна Победзіська межує з такими гмінами: Кішково, Костшин, Лубово, Мурована Ґосліна, Некля, Сважендз, Червонак, Чернеєво.